# Jorge Martins (pintor)
Jorge Martins (Lisboa, 4 de fevereiro de 1940) é um artista plástico / pintor português.

## Biografia

Harém míope, 1969, óleo sobre tela, 162 cm x 130 cm

Faz o ensino secundário no liceu D. João de Castro. Entre 1957 e 1961 frequenta os cursos de arquitetura e pintura da Escola Superior de Belas Artes de Lisboa, que não termina. Em 1958 inicia atividade de gravura na Gravura – Sociedade Cooperativa de Gravadores Portugueses. Em 1959 apresenta pela primeira vez trabalhos em exposições coletivas e, em 1961, participa na II Exposição de Artes Plásticas da Fundação Calouste Gulbenkian. Nesse mesmo ano parte para Paris; "o início da guerra de independência em Angola e as fracas perspetivas de uma carreira artística em Portugal levam-no ao exílio durante treze anos".
Em Paris convive, entre outros, com Júlio Pomar, Lourdes Castro, René Bertholo, Arpad Szenes e Maria Helena Vieira da Silva. O final da década de 1960 e início de 70 fica marcado por um impulso na sua carreira: vence vários prémios em Portugal (Menções Honrosas nas exposições Mobil e Soquil); é premiado pela secção portuguesa da Associação Internacional de Críticos de Arte); inicia colaboração com três galerias (Galeria 111, Lisboa; Galerie Bellechasse, Paris; Galerie Borjeson, Suécia). Em 1973 visita os Estados Unidos da América e, dois anos mais tarde, adquire um ateliê em Nova Iorque, onde irá trabalhar intensamente, regressando a França em 1976. Realiza uma exposição de desenhos no Centro Pompidou (Musée National d’Art Moderne, Paris) em 1978.
Em 1985 participa na representação portuguesa da XVIII Bienal de S. Paulo e expõe, em conjunto com Jorge Molder, no Centro de Arte Moderna, Fundação Calouste Gulbenkian, Lisboa. Exporá de novo na Fundação Calouste Gulbenkian em 1988 (retrospetiva de desenho), ano que marca o início de uma série de exposições individuais em galerias de Paris e Bruxelas.
Em 1991 fixa residência em Lisboa. Expõe na Galeria Valentim de Carvalho (1991) e realiza uma retrospetiva na Fundação Calouste Gulbenkian (1993).  Ao longo dessa década irá expor ainda na Galeria Luís Serpa, Lisboa (1995), na Corcoran Gallery of Art, Washington (1995), ou na Galeria Fernando Santos, Porto (1998). Em 2001 expõe na Culturgest, Lisboa. Passados dois anos, uma exposição itinerante da sua obra percorre as principais cidades brasileiras (Museu Nacional de Belas Artes, Rio de Janeiro; Pinacoteca do Estado de São Paulo; Galeria da Caixa Económica Federal, Brasília).
2000 - Inauguração do Edifício Ecrã com revestimento azulejar cobrindo toda a fachada.  O edifício está situado na Alameda dos Oceanos, 1-1B; Rua Gaivotas em Terra, 2-4B; Rua Sinais de Fogo, 2B (Lote 3.13.01) no Parque das Nações, Lisboa.
2005 -Participana exposição "Densidade Relativa" realzada pela Fundação Calouste Gulbenkian/Centro de Arte Moderna.
2006 - A exposição de Jorge Martins "Simulacros - Uma Antologia".  É o ano da sua grande retrospetiva no Museu Coleção Berardo,Centro Cultural de Belém, Junho 2006/Outubro 2006.
2013 - A dupla exposição "A Substância do Tempo" na Fundação Carmona e Costa, Lisboa, e no Museu de Arte Contemporânea de Serralves, Porto (a sua maior retrospetiva de desenho realizada até à data
2013 - Dessin, Kogan Gallery, Paris, Avril/ juin 2013.
2015 - A exposição "Aforismos" na Galeria Giefarte, Lisboa.
2015 - Jorge Martins | Cinco Linhas Quase, A Montra, Lisboa, Março 2015.
2015 - A Luz de Lisboa/The Light of Lisbon (exposição Coletiva). Museu de Lisboa|Torreão Poente. Terreiro do Paço de 17 de Julho a 20 de Dezembro de 2015.
2016 - Histórias. Museu da Taipa, Macau.
2016 - Exposição "Gota a Gota de Jorge Martins" (fotografias 2014-2015). Artistas Unidos, Abril/Junho de 2016.
2017 - Exposição «Interferências», de Jorge Martins, realizada na Fundação Arpad Szenes – Vieira da Silva, em parceria com a Fundação Carmona e Costa, Maio/Julho.
201 7- 2018 - A Tap Seac Gallery - 1  expõe "Jorge Martins - Ficção e Deriva" Macau, China, Novembro 2017/Março 2018
2018 - A exposição "Sombras y Paradojas: El Dibujo de Jorge Martins." com curadoria de Óscar Alonso Molina e apoio da Fundação Carmona e Costa. Realizada  no MEIAC - Museo Extremeno e Iberoamericano de Arte Contemporaneo, Badajoz, Espanha, Outubro 2018/Fevereiro 2019.
2019 - Exposição 'HORIZONTES' de Jorge Martins no MUDAS - Museu de Arte Contemporânea da Madeira, Junho/Dezembro.
2019-2020 - "Jorge Martins. Shadows and Paradoxes", MARCO, Museo de Arte Contemporánea de Vigo, Espanha, Setembro 2019/Janeiro 2020.
2020-2021 - “Lusco Fusco, deJorge Martins", Galeria Municipal Ala da Frente, Vila Nova de Famalicão, Setembro 2020/Janeiro 2021.

## Obra

Sem título, 1984, óleo sobre tela, 240 cm x 170 cm. Coleção CAM.

O início da obra de Jorge Martins caracteriza-se por uma opção abstratizante, de formas planas e desenho rigoroso, que irá evoluir para um idioma próximo do abstracionismo lírico  onde as formas se dissolvem "numa sugestão atmosférica".
A década de 1960 torna-se crucial para a afirmação do seu percurso artístico; em Paris a sua obra evolui para um tipo de figuração a que não é estranha a influência da arte Pop e mais ainda da sua contemporânea francesa, o Nouveau réalisme (mas a que também não serão totalmente alheios os dispositivos formais e o universo enigmático de Magritte); João Pinharanda assinala ainda o discurso estruturalista como outro polo determinante do "vasto manancial de informação erudita" que informa a sua prática artística.
As pinturas de Jorge Martins povoam-se de elementos (corpos e, sobretudo, objetos), que ocupam o espaço da tela sem sentido de hierarquia e onde "o tempo parece suspenso" (veja-se, por exemplo, Harém míope, 1969). É nessa época que elege a luz (numa integração heterodoxa das "investigações do minimalismo, nomeadamente o interesse pela luz, de James Turrell a Dan Flavin"), "como elemento agregador das suas investigações, [...] que se torna o próprio tema de representação: a fonte de luz; a luz como presença imanente do suporte; a superfície da tela enquanto produto dos efeitos da luz; as cores como objeto de jogo entre a luz e a sombra; a luz como modeladora dos objetos". "Da representação dos seus efeitos ilusórios ou dos jogos sempre reinventados com a antípoda sombra, recorrendo com frequência a um tromp l’oeil muito particular, o artista reinventa o espaço, os objetos, a sua imagem".
"No final dos anos de 1970, surge na sua pintura um contraste entre a tela crua e as superfícies coloridas, dobradas e recortadas", numa viragem abstratizante onde apesar de tudo continua presente a "pendularidade figuração/abstração". Desde esses anos a palavra é integrada na obra enquanto fragmento de significação; o texto, frequentemente inserido nas imagens,  "cria um corpo estranho exigindo um novo motivo de atenção. O texto é para ler e para ver – tem um duplo valor, visual e textual, a ideia e a sensação da pintura acrescenta-se (não se ilustra) com a ideia e a sensação da escrita. […] Os textos são suplementos de informação quer intelectual quer visual: estão ali por razões plásticas, cumprindo um destino visual; estão ali por razões eruditas, esclarecendo uma orientação temática. Criam evidentes deslocamentos entre as duas fronteiras", evitando o caráter restritivo da ilustração.

White Dream, 1991-97, óleo sobre tela, 160 cm x 220 cm

De seguida "o pintor autonomiza os elementos da cor, condu-los por devaneios abstratos, libertos da palavra e da figuração direta da luz – foi o que tornou a sua pintura dos anos 80 uma solução quase musical" (ver por exemplo Sem título, 1984, 240 cm x 170 cm, coleção do CAMJAP, FCG). O seu sistema visual radica-se numa técnica meticulosa onde parece simular os efeitos normalmente obtidos através da colagem. "O ascetismo patente nestes trabalhos, linhas luminosas que estão sempre em minoria face à tela neutra […] encontra-se associado a um conjunto de decisões materiais que envolvem uma suspensão"; nesse trabalho de depuração, "elimina tudo o que não lhe parece necessário. […] Dispensadas as alusões, é a própria matéria (a cor), concisa e dotada de texturas […] que se apresenta diante do espectador".
Durante o mesmo período, desenvolve um conjunto de pinturas que virá a expor, sob o título De Revolutionibus Orbium Coelestium, na Galeria Valentim de Carvalho, em 1991 (ano em que decide instalar-se definitivamente em Lisboa). Os relevos modelados ganham a profundidade de paisagens, desenvolvendo-se em círculos e espirais. Estas formas matriciais recriam movimentos celestes e geológicos, alheios ao horizonte histórico.
Em anos posteriores assistimos ao regresso da figuração. As suas pinturas evocam objetos, figuras, sombras, "abstratizam os espaços, confundindo exterior e interior, insistindo no cruzamento entre representação objetiva e subjetiva". As personagens evocativas esquematizam-se, deformam-se ou desvanecem-se em simples silhuetas, ou sombras; "há um pessimismo essencial nesta história de seres humanos desencontrados uns dos outros, porque desencontrados de si". Enigmáticos, intemporais, os objetos ganham o "peso da eternidade, […] são possuidores de formas e significados que os transportam para além da contemporaneidade". "Cada forma existe agora na tela como uma escultura, como um objeto, como um edifício, como uma montanha. Apenas um elemento parece suficiente para sustentar a materialidade destas formas: as regras de iluminação das imagens. Tudo o resto parece desviado da sua funcionalidade original: as montanhas, os edifícios, os objetos são apenas modelos de montanhas, de edifícios e de objetos; trocam e desprezam escalas, repetem-se de tela para tela em circunstâncias diversas e mesmo opostas" , como acontece, por exemplo, em White Dream, 1991-97.
Atravessando todas as fases da sua obra (e alvo de apresentação extensiva em 2013), o desenho plurifacetado de Jorge Martins pode ser visto como um "lugar poroso, aberto a toda a sorte de códigos e rumores visuais (do cinema à fotografia, do design gráfico à pintura). [...] Nessas imagens ouve-se, por vezes, o eco de uma luz cinematográfica, a experiência de uma escultura minimalista ou uma frase usurpada à teoria ou à literatura que é visualmente confrontada".
Jorge Martins dedicou-se também à ilustração, participando, por exemplo, em obras de Luiza Neto Jorge (1972), Nuno Júdice (1986), José Gil (1990), Maria Alberta Menéres e António Torrado (O Livro das Sete Cores, 1984).
Presente nas coleções das seguintes instituições: Centro Georges Pompidou, Paris; Museu Gulbenkian - Coleção de Arte Moderna, Museu Coleção Berardo, Fundação de Serralves, Museu do Chiado - MNAC, Coleção FLAD, Fundação Cupertino de Miranda e Fundação Ilídio Pinho.

## Prémios e distinções
- Prémio Gulbenkian de Ilustração de Literatura Infantil por O Livro das Sete Cores (1984).[30]
- Em 1988 é-lhe atribuído o Prémio AICA / SEC,[31] Portugal.
- Em 2003 recebe o Prémio CELPA / VIEIRA DA SILVA Artes Plásticas Consagração 2003[32]
- A 10 de Junho de 2004, numa cerimónia que decorreu em Bragança, o pintor Jorge Martins foi feito Grande-Oficial da Ordem do Infante D. Henrique.[33] (Alvará de 2004-06-09)[34]
- Em 2014 recebe o prémio "Autores 2014, Vencedores" pela retrospetiva A Substância do Tempo do ano anterior como melhor exposição de artes plásticas pela Sociedade Portuguesa de Autores .[35]